# Guds hus (TV-program)
Guds hus var ett svenskt realityprogram som sändes i TV 8 under 2008.
Det kristna produktionsbolaget TV Inter satsade drygt 1,5 miljoner kronor på att skapa dokumentära TV-program med utgångspunkt i en församling. Det var TV Inters största satsning sedan Minns du sången. 